# Aibar
Aibar (en castellà, cooficialment en basc Oibar) és un municipi de Navarra, a la comarca de Sangüesa, dins la merindad de Sangüesa. Limita amb els municipis de 
Cáseda, Leatxe, Lumbier, Sangüesa i Rocaforte.

## Barris
Santa Maria, Toki Eder, La Milagrosa, Amalur, El Cerco, Jaminduriz, Blanca Navarra, Camino del Monte, San Juan, La ontina, Barrio opaco, Calle San Pedro, Calle Mayor, Calle del aguardintero, Calle Centro Iriarte, Barrio San Francisco Javier, Aritza, Calle Santiago Pla, Carretil.

## Demografia
| Evolució demogràfica                             | Evolució demogràfica | Evolució demogràfica | Evolució demogràfica | Evolució demogràfica | Evolució demogràfica | Evolució demogràfica | Evolució demogràfica | Evolució demogràfica | Evolució demogràfica | Evolució demogràfica |
| 1996                                             | 1998                 | 1999                 | 2000                 | 2001                 | 2002                 | 2003                 | 2004                 | 2005                 | 2006                 | 2007                 |
| ------------------------------------------------ | -------------------- | -------------------- | -------------------- | -------------------- | -------------------- | -------------------- | -------------------- | -------------------- | -------------------- | -------------------- |
| 933                                              | 929                  | 930                  | 918                  | 931                  | 936                  | 928                  | 927                  | 939                  | 925                  | 923                  |
| Fonts: Aibar i Institut d'Estadística de Navarra |                      |                      |                      |                      |                      |                      |                      |                      |                      |                      |

## Història
Durant la Guerra civil navarresa entre els agramontesos (partidaris de Joan el Sense Fe) i els beaumontesos (partidaris de Carles de Viana) s'enfrontaren el 1451 a la batalla d'Aibar on Carles rebé l'ajuda de Joan II de Castella, però fou derrotat i fet presoner, cosa que propicià que fos desheretat.